# 劉廣業
劉廣業（？—1603年），字维约，號充寰，河南河南府洛陽縣人。明朝政治人物、進士出身。

## 生平
万历七年（1579年）己卯科舉人，十七年（1589年）己丑科進士，工部觀政，十八年授工部主事，二十年委監節慎庫，二十一年調禮部，二十二年升员外郎，二十三年升郎中，二十五年升山西岢岚道副使，二十七年調陕西平鳳副使，調固原。二十八年八月加升陕西按察使，照旧管事。固原控制诸路，为套敌出没地。广业日咨兵略，凡山川夷险之形奇，分合之势，先机料理。于是兵威丕振，敌相戒不敢轻犯。又奏筑边垣数百里，单车走塞督工，工成，赐金晋秩，三十年十二月以阅视功升一级，加右布政使銜，寻卒。

## 家族
曾祖劉鼎，封大中大夫。祖父劉潤，真定知縣。父劉衍祚，浙江左參政。